# Campeón de Campeones 1969-70
El Campeón de Campeones 1969-70 fue la XXIX edición del Campeón de Campeones que debió enfrentar al campeón de la Liga 1969-70 y al campeón de la Copa México 1969-70 . Al ser el Club Deportivo Guadalajara el campeón, tanto del Campeonato de Liga como del de Copa, se le adjudicó el trofeo sin disputar el partido, siguiendo la norma existente.

## Información de los equipos
| Guadalajara |  |  |  | Campeón de la Primera División de México (1969-70) |
| Guadalajara |  |  |  | Campeón de la Copa México (1969-70)                |

## Trofeo
Al no ser necesario disputar el partido para definir al campeón, como consecuencia del doblete obtenido por el equipo Guadalajara, el título debió ser entregado inmediatamente tras la finalización de la temporada 1969-70, en diciembre de 1969; sin embargo, la Federación Mexicana de Fútbol optó por planear un partido más al finalizar el torneo México 1970 para definir quién sería el campeón, con el fin de dar promoción al nuevo torneo.
La directiva del Guadalajara no presentó ninguna queja formal al respecto, por lo que el nuevo torneo arrancó con esto establecido. Al transcurrir los juegos, la federación cambió de parecer y decidió dar marcha atrás al partido extra.
El trofeo fue entregado en septiembre de 1970, una vez que el entonces presidente de la Federación Mexicana de Fútbol, José Luis Pérez Noriega, declaró que no era necesario un partido para definir al Campeón de Campeones ya que dicho título le correspondía al Guadalajara.
| Campeón de Campeones 1969-70 |
| ---------------------------- |
|                              |
| Guadalajara                  |
| 7° Título                    |